# José Antonio Ramos Sucre
José Antonio Ramos Sucre (Cumaná, 8 giugno 1890 – Ginevra, 13 giugno 1930) è stato un poeta venezuelano.

## Biografia
Laureatosi in scienze politiche, si dedicò alla carriera diplomatica. Morì suicida dopo una vita di incomprensioni e di isolamento culturale. La sua scrittura infatti, che si muove tra decadentismo e avanguardia e che trova la sua dimensione nel poema in prosa, con tratti onirici alla Poe e con elementi allucinati alla Rimbaud, costituiva una dirompente novità in Venezuela e in America Latina.
Opere principali: Sulle orme di Humboldt (Sobre las huellas de Humboldt, 1923), II cielo di smalto (EI cielo de esmalte, 1929) e Le forme del fuoco (Las formas del fuego. 1929).

## Opere
- Trizas de papel (1921)
- Sobre las huellas de Humboldt (1923)
- La torre de Timón (1925)
- Las formas del fuego (1929)
- El cielo de esmalte (1929)